# Sten Jönsson Bese
Sten Jönsson Bese till Herrsäter, död mellan 1458 och 1466, var en svensk  väpnare och frälseman av ätten Bese, son till Jönis Bese och Cecilia Jönsdotter, en dotter till Jönis Djäkn, Bo Jonssons fogde på Gripsholm. 

## Biografi
Sten Jönsson Bese var son till sven Jöns Bise och Cecilia Jönsdotter. Han nämns för första gången 1413 och var 1442 ämbetsman på Göksholm i Stora Mellösa socken hos riddaren, riksrådet och lagmannen Bengt Stensson (Natt och Dag).  Sten Bise  tjänstgjorde 24 november 1456 hos riddaren Bo Stensson (Natt och Dag), som vikarierande häradshövding i Bankekinds härad i Östergötland.
År 1445 skiftade han jord med Lasse Hjort af vapen, som var gift med en sondotter till Sten Beses morfar Jönis Djäken, samt borgaren i Söderköping Olof Krok, som ärvt Gertorn Olafsson, och Sten Bese erhöll då deras delar i godset Herrsäter, där han även tidigare bott.

### Egendom
Sten Bese herresgård var Herrsäter i Grebo socken, som han ärvde efter sin morfar. Han ägde även jord i Bankekinds härad, Finspångaläns härad, Åkerbo härad,  Fryksdals härad, Grums härad och Karlstads härad.

### Familj
Sten Bese gifte sig 1425 med Kristina Anundsdotter, dotter till riddaren Amund Hatt (också känd som Anund Hatt den yngre), vars första hustru var befryndad med den kungliga grenen av Bjälboätten. I morgongåva erhöll hon jord i Hårketorp i Risinge socken. De fick tillsammans barnen riksrådet  Johan Bese (död 1505), Anna Stensdotter (död senast 1489), Cecilia Stensdotter som var gift med Greger Andersson och Gunnild Stensdotter som var gift med Pavel Krumb.
Genom detta giftermål lade han grunden till släktens godsinnehav i Värmland.
Med hans son Johan Bese inträdde ätten Bese i högadeln.

## Vapen
I sitt sigill förde han en dubbel sparre med 4 pilspetsar under. Det är således helt säkert hans vapen, som förekommer på gravstenen över fadern Jönis Bese i Vadstena kloster, fast teckningen kan ha blivit felaktigt återgiven.